# Antonio Salvador (escritor)
Júlio César Pereira, mais conhecido como Antonio Salvador (Natal - RN, Brasil, 27 de junho de 1981), é um escritor, dramaturgo, advogado e acadêmico brasileiro radicado em Berlim.
Seu romance de estreia (A Condessa de Picaçurova) foi premiado no Programa Nascente (2009), indicado ao Prêmio Machado de Assis e finalista do Prêmio São Paulo de Literatura (2013).
Em 2018, criou o Babel Book Award, um prêmio literário fictício que ganhou destaque na mídia brasileira e portuguesa, culminando em uma performance do autor durante a FLIP de 2018.

## Biografia
Júlio César Pereira nasceu em Natal - RN (27 de setembro de 1981), onde viveu em uma região próxima aos mangues do Rio Potengi, mudando-se com sua família para São Paulo - SP aos 4 anos de idade. Graduou-se em Direito pela Faculdade de Direito da Universidade de São Paulo em 2006, tendo obtido o título de mestre pela mesma instituição em 2010. Atualmente, é doutorando (PHD-candidat) na Universidade Humboldt de Berlim.
Seu romance de estreia (A Condessa de Picaçurova), escrito sob o pseudônimo Antonio Salvador (2008), foi vencedor da 17º edição do Programa Nascente (2009) da USP, na categoria Texto, sendo posteriormente publicado pela Editora Prólogo (2012). Após a publicação, o romance também foi indicado ao Prêmio Machado de Assis (2012) da Biblioteca Nacional, e finalista do Prêmio São Paulo de Literatura (2013) da Secretaria de Cultura do Estado de São Paulo, na categoria Melhor Livro do Ano de Autor Estreante (abaixo de 40 anos). O romance também recebeu críticas positivas de nomes como Dalton Trevisan e Alcir Pécora.
Em 2011, trabalhou com o diretor Leonardo Brant na realização do documentário Crtl-V: Videocontrol. No teatro, integra desde 2015 o Coletivo de Areia, tendo escrito o texto Experimento com Bola de Demolição sobre Objetos de Uso Diário (2017), que serviu de base para o espetáculo Demolições.
Foi colunista do site Cultura e Mercado (março de 2017 a fevereiro de 2018), onde assinava a coluna semanal O Coice, sobre literatura, políticas culturais e sociedade civil.
Em 2017, integrou a Delegação Oficial Brasileira da Printemps Littéraire Brésilien (Primavera Literária Brasileira), organizada pelo prof. José Leonardo Tonus, da Universidade de Sorbonne (Paris IV). No mesmo ano, foi autor convidado no Salão do Livro de Paris de 2017.
No ano de 2018, criou o prêmio literário fictício Babel Book Award, que recebeu atenção da mídia brasileira e portuguesa ao prometer um prêmio incomumente alto de €200.000,00 (duzentos mil euros) ao vencedor. Após desconfianças no meio literário quanto à sua autenticidade, o prêmio se revelou uma performance artística, culminando em outra realizada pelo autor durante a FLIP de 2018, na qual permaneceu enjaulado.

## Babel Book Awarde Performance durante a FLIP (2018)
Na edição de março de 2018 da Revista Quatro Cinco Um (periódico especializado e focado no público literário), foi publicado um anúncio da "3ª Edição do Babel Book Award", um concurso que se auto intitulava "o maior Prêmio de Literatura em Língua Portuguesa". As regras dispostas em um site previam que os manuscritos deveriam ser textos originais em língua portuguesa, ainda não publicados, e entregues eletronicamente, sem a indicação do nome dos autores participantes. O vencedor teria direito a um prêmio de €200.000,00 (duzentos mil euros), porém o regulamento previa a possibilidade de não haver vencedores.
Foram levantadas dúvidas na mídia e no meio literário quanto à autenticidade do prêmio, em especial quanto à existência da suposta fundação organizadora, à identidade das pessoas envolvidas (incluindo patrocinadores), e desconfianças quanto à inexistência de informações sobre as edições anteriores do prêmio. Um dos editores da Revista Quatro Cinco Um levantou dúvidas quanto à autenticidade do prêmio, sob a suspeita de que se tratasse de um golpe visando a obter lucro sobre a venda de livros contrafeitos na Europa. O colunista literário Maurício Meireles, da Folha de S.Paulo, publicou uma série de reportagens a respeito.

## Obras Publicadas

### Literatura Ficcional
- A Condessa de Picaçurova, São Paulo: Prólogo, 2012 (ISBN 8599349732, 9788599349731).
- O Homem Número, 2017 (no prelo)[29].

### Teatro (texto)
- Experimento com Bola de Demolição sobre Objetos de Uso Diário, São Paulo: leitura pública, 2017[30].

### Cinema (argumento)
- 3 Vinténs (coautor)[1] (2015).
- Consultor e pesquisador[31] para o documentário Ctrl-V: Videocontrol[14] de Leonardo Brant (2011).

### Jurídica
- Três Vinténs para a Cultura: o Incentivo Fiscal para a Cultura no Brasil, São Paulo: Escrituras, 2014 (ISBN 8575316192, 9788575316191).

## Prêmios e Indicações
- Vencedor do Programa Nascente (USP) (17ª edição, 2009) na categoria Texto, com o romance A Condessa de Picaçurova (2008).
- Finalista do Prêmio São Paulo de Literatura (Sec. de Cultura - SP) (2013) na categoria Melhor Livro do Ano de Autor Estreante (até 40 anos)[32], com o romance A Condessa de Picaçurova (2008).
- Indicado ao Prêmio Machado de Assis de Literatura (Biblioteca Nacional) (2012), com o romance A Condessa de Picaçurova (2008).